# Distretto di Dawukou
Il distretto di Dawukou (大武口区S, Dàwǔkǒu QūP) è un distretto della Cina, situato nella regione autonoma di Ningxia e amministrato dalla prefettura di Shizuishan.